# Populonia
Populonia är ett släkte av insekter. Populonia ingår i familjen Caliscelidae.
Kladogram enligt Catalogue of Life:
| Populonia | \| \| Populonia curvata \| \| \| \| \| \| Populonia difformis \| \| \| \| |
|           | \| \| Populonia curvata \| \| \| \| \| \| Populonia difformis \| \| \| \| |
|           | Populonia curvata                                                         |
|           |                                                                           |
|           | Populonia difformis                                                       |
|           |                                                                           |